# Josef Chuchma
Josef Chuchma (* 20. října 1959 Praha) je český novinář, publicista a fotograf.

## Život
Po maturitě na střední průmyslové škole elektrotechnické vystudoval Fakultu žurnalistiky UK. V roce 1984 nastoupil do časopisu Mladý svět, v roce 1993 se stal redaktorem kulturní rubriky týdeníku Respekt, v letech 2002–2013 pracoval v Mladé frontě DNES, kde vedl sobotní esejistickou přílohu Kavárna. Psal do Lidových novin a v letech 2013–2017 byl vedoucím jejich sobotní přílohy Orientace. Několik let na Radiu 1 spolumoderoval diskusní pořad Zátiší. Od roku 2014 do roku 2017 externě uváděl na ČT art vlastní pořad Jasná řeč Josefa Chuchmy. Od listopadu 2017 je hlavním redaktorem, editorem a projektovým manažerem webu ctart.cz. Od ledna 2024 začal v Knihovně Václava Havla uvádět diskusní čtvrtletník Řízněme do toho! aneb Literatura a politika dnes.
Zaměřuje se na kulturní kritiku a s tím související rozhovory. Napsal stovky recenzí především o literatuře, fotografii a divadle. Napsal monografii fotografa Tomkiho Němce, jako spolueditor připravil knihu českých úvah o feminismu Nové čtení světa nebo knihu mapující dvacet let nakladatelství Torst. Josef Chuchma svými komentáři doprovodil i několik fotografických knih, mimo jiné i Orbis Artis Jaroslava Brabce (2013).
Soustavně fotografoval spisovatele, na to téma měl v devadesátých letech dvě výstavy. Na podzim roku 2024 mu Leica Gallery Prague uspořádala výstavu fotografií Otec, matka, já a tak..., která byla osobní výpovědí o vztahu k rodičům na sklonku jejich života a po jejich odchodu.
Je vášnivým fanouškem fotbalu.

## Publikace
- Tomki Němec. Torst, Praha 2008.
- Jak podnikají české celebrity. Fragment, Praha 2008.
- Torst: Dvacet let nakladatelství (s V. Stoilovem a J. Šulcem). Torst, Praha 2011.
- Jaroslav Beneš: Fotografie. KANT, Praha 2016.

## Galerie

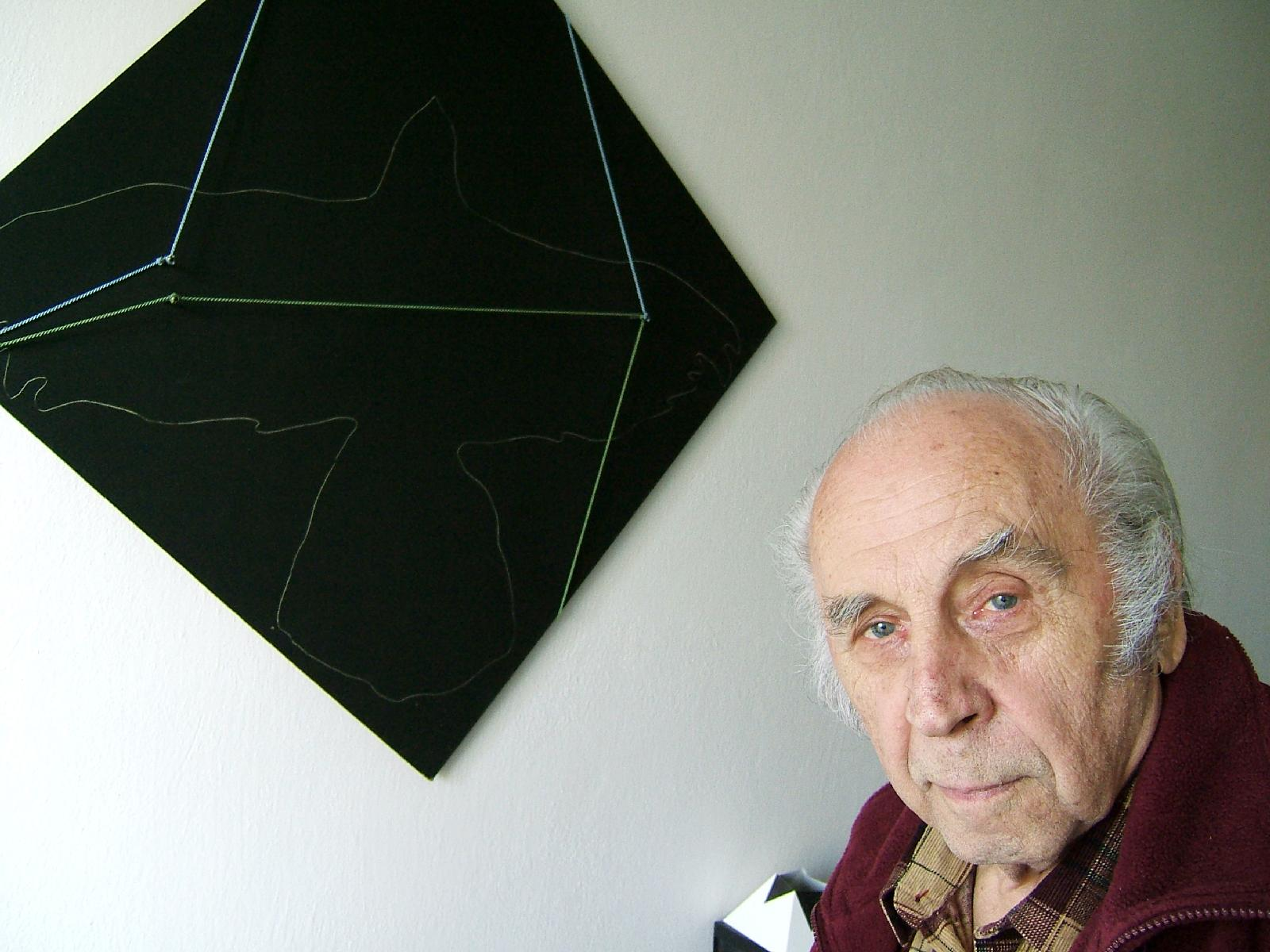
Emil Juliš
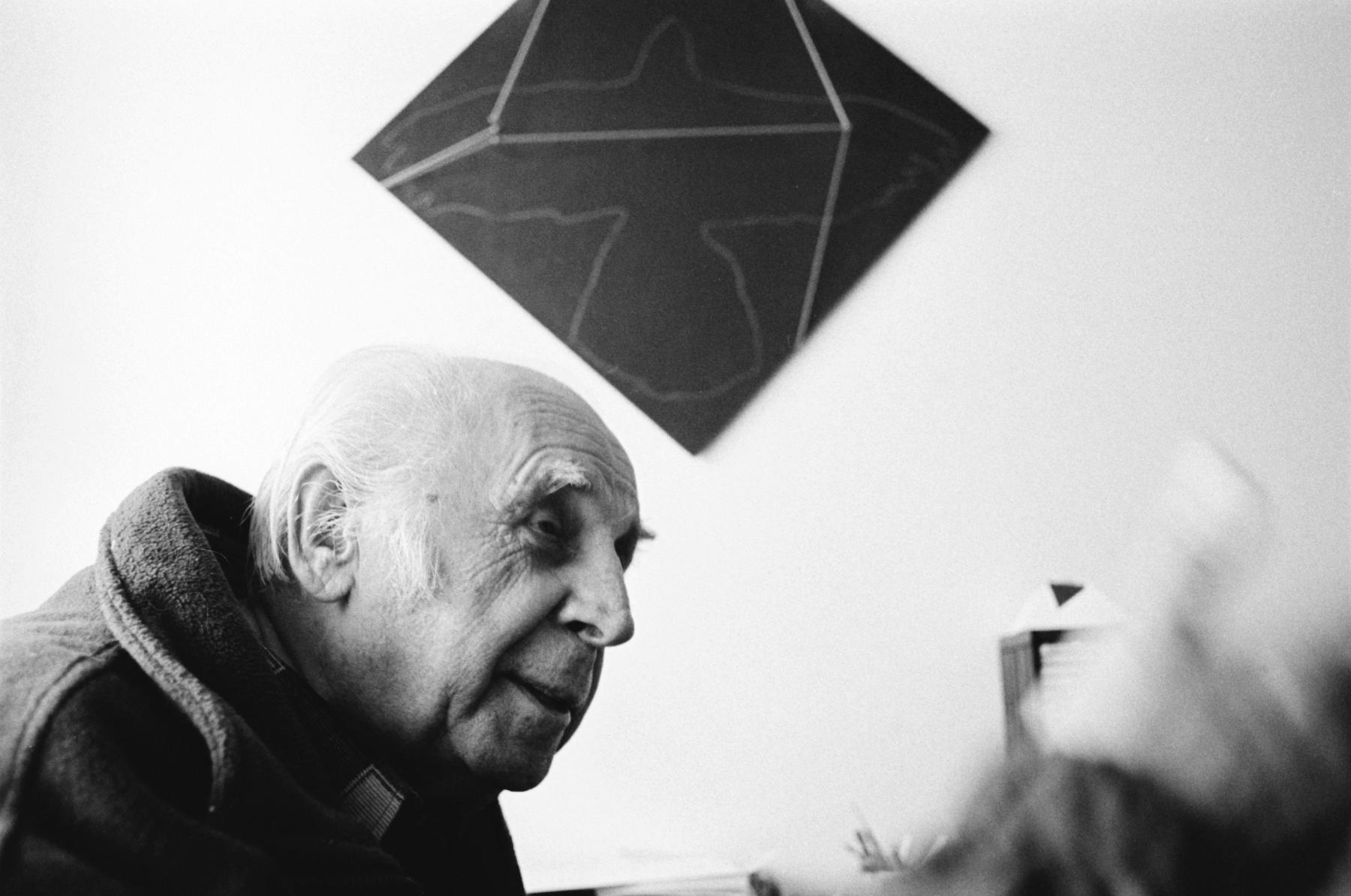
Emil Juliš
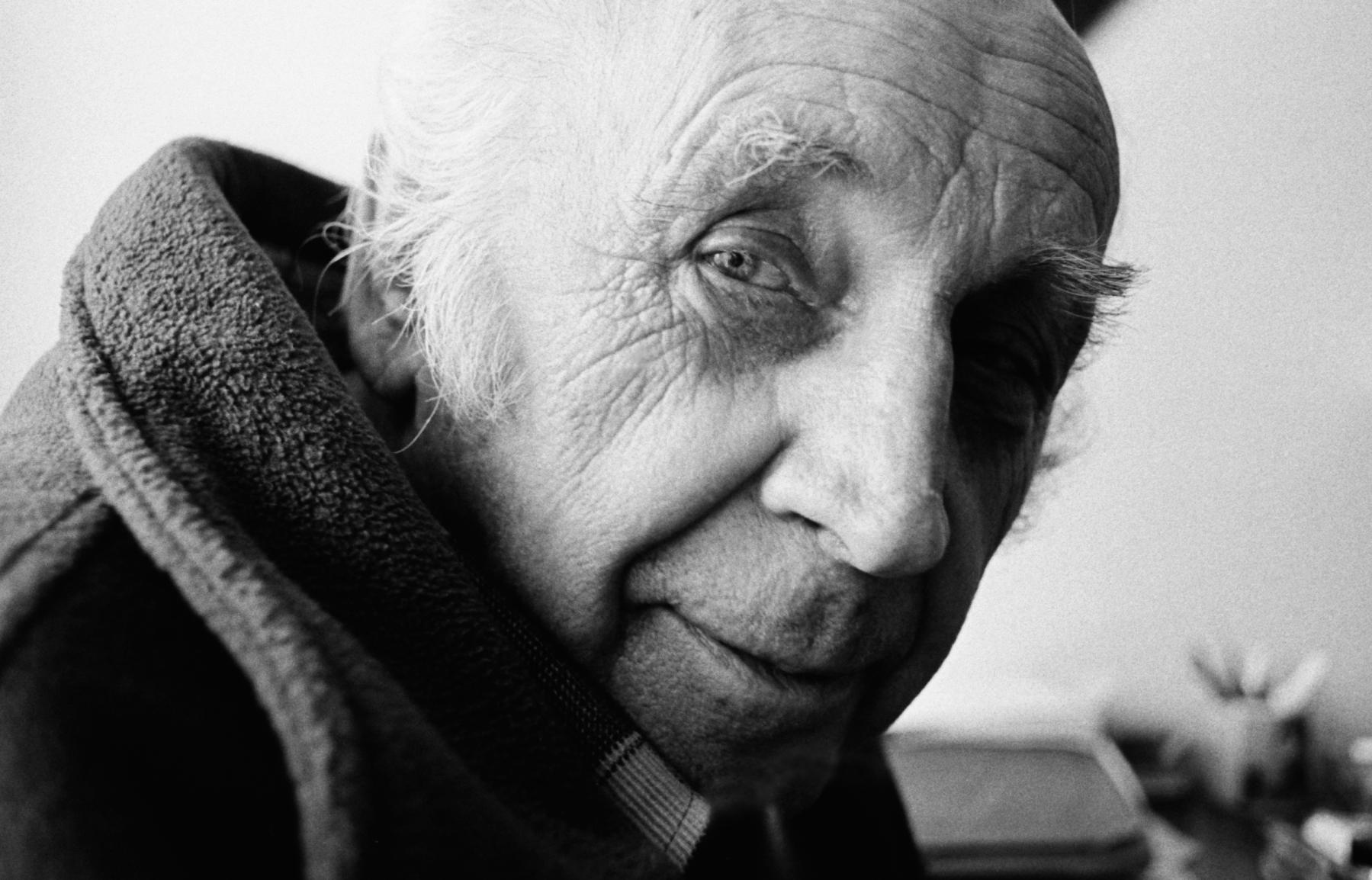
Emil Juliš